# Первый секретарь ЦК Коммунистической партии Кубы
Пе́рвый секрета́рь Центра́льного Комите́та Коммунисти́ческой па́ртии Ку́бы (сокращённо Пе́рвый секрета́рь ЦК КПК, исп. Primer Secretario del Comité Central del Partido Comunista de Cuba) — руководитель Коммунистической партии Кубы. Нынешним Первым секретарём ЦК КПК является Мигель Диас-Канель (с 2021 года).

## Список первых секретарей ЦК КПК
| Имя (Годы жизни)                                                                                 | Портрет                                                                              | Вступил в должность                                                                  | Оставил должность                                                                    | Второй секретарь                                                                     |                                                                                      |                                                                                      |                                                                                      |
| Генеральный секретарь Центрального комитета Коммунистической партии Кубы (1925—1939)             | Генеральный секретарь Центрального комитета Коммунистической партии Кубы (1925—1939) | Генеральный секретарь Центрального комитета Коммунистической партии Кубы (1925—1939) | Генеральный секретарь Центрального комитета Коммунистической партии Кубы (1925—1939) | Генеральный секретарь Центрального комитета Коммунистической партии Кубы (1925—1939) | Генеральный секретарь Центрального комитета Коммунистической партии Кубы (1925—1939) | Генеральный секретарь Центрального комитета Коммунистической партии Кубы (1925—1939) | Генеральный секретарь Центрального комитета Коммунистической партии Кубы (1925—1939) |
| ------------------------------------------------------------------------------------------------ | ------------------------------------------------------------------------------------ | ------------------------------------------------------------------------------------ | ------------------------------------------------------------------------------------ | ------------------------------------------------------------------------------------ | ------------------------------------------------------------------------------------ | ------------------------------------------------------------------------------------ | ------------------------------------------------------------------------------------ |
| Хосе Мигель Перес Перес (1896—1936)                                                              |                                                                                      | 20 августа 1925                                                                      | 1925                                                                                 |                                                                                      |                                                                                      |                                                                                      |                                                                                      |
| Хосе Пенья Вилабоа (1891—1927)                                                                   | —                                                                                    | 1925                                                                                 | 1926                                                                                 |                                                                                      |                                                                                      |                                                                                      |                                                                                      |
| Хорхе Виво (?)                                                                                   | —                                                                                    | 1927                                                                                 | август 1933                                                                          |                                                                                      |                                                                                      |                                                                                      |                                                                                      |
| Блас Рока (1908—1987)                                                                            |                                                                                      | декабрь 1933                                                                         | 1939                                                                                 |                                                                                      |                                                                                      |                                                                                      |                                                                                      |
| Генеральный секретарь Центрального комитета Революционно-коммунистического союза (1939—1944)     |                                                                                      |                                                                                      |                                                                                      |                                                                                      |                                                                                      |                                                                                      |                                                                                      |
| Блас Рока (1908—1987)                                                                            |                                                                                      | 1939                                                                                 | 1944                                                                                 |                                                                                      |                                                                                      |                                                                                      |                                                                                      |
| Генеральный секретарь Центрального комитета Народно-социалистической партии (1944—1961)          |                                                                                      |                                                                                      |                                                                                      |                                                                                      |                                                                                      |                                                                                      |                                                                                      |
| Блас Рока (1908—1987)                                                                            |                                                                                      | 1944                                                                                 | 24 июня 1961                                                                         |                                                                                      |                                                                                      |                                                                                      |                                                                                      |
| Руководитель Объединённых революционных организаций (1961—1962)                                  |                                                                                      |                                                                                      |                                                                                      |                                                                                      |                                                                                      |                                                                                      |                                                                                      |
| Фидель Кастро (1926—2016)                                                                        |                                                                                      | 24 июня 1961                                                                         | 26 марта 1962                                                                        | Рауль Кастро (1961—1962)                                                             |                                                                                      |                                                                                      |                                                                                      |
| Первый секретарь Центрального Комитета Единой партии социалистической революции Кубы (1962—1965) |                                                                                      |                                                                                      |                                                                                      |                                                                                      |                                                                                      |                                                                                      |                                                                                      |
| Фидель Кастро (1926—2016)                                                                        |                                                                                      | 26 марта 1962                                                                        | 3 октября 1965                                                                       | Рауль Кастро (1962—1965)                                                             |                                                                                      |                                                                                      |                                                                                      |
| Первый секретарь Центрального комитета Коммунистической партии Кубы (1965 — н. в.)               |                                                                                      |                                                                                      |                                                                                      |                                                                                      |                                                                                      |                                                                                      |                                                                                      |
| Фидель Кастро (1926—2016)                                                                        |                                                                                      | 3 октября 1965                                                                       | 19 апреля 2011                                                                       | Рауль Кастро (1965—2011)                                                             |                                                                                      |                                                                                      |                                                                                      |
| Рауль Кастро (род. 1931)                                                                         |                                                                                      | 19 апреля 2011                                                                       | 19 апреля 2021                                                                       | Хосе Рамон Мачадо Вентура (2011—2021)                                                |                                                                                      |                                                                                      |                                                                                      |
| Мигель Диас-Канель Бермудес (род. 1960)                                                          |                                                                                      | 19 апреля 2021                                                                       | ныне в должности                                                                     | должность упразднена                                                                 |                                                                                      |                                                                                      |                                                                                      |